# Podunajské Biskupice
Podunajské Biskupice (do 1927 Biskupice, 1927–1944 Biskupice pri Dunaji, niem. Bischdorf, węg. Püspöki, 1909–1927 Pozsonypüspöki) – dzielnica Bratysławy, położona w południowo-zachodniej części stolicy, w powiecie Bratysława II. Jest największą bratysławską dzielnicą pod względem powierzchni, która wynosi 42,5 km².
W dzielnicy jest stacja kolejowa Podunajské Biskupice.

## Historia
W Biskupicach pierwsi ludzie mieszkali już w czasach starożytnych - na terenie dzielnicy znaleziono pamiątki po Rzymianach (kamień milowy z roku 230 oraz łaciński napis na skale, która pierwotnie stała w pobliżu kościoła parafialnego z pieczęcią rzymskiego obozu). Ludność mogła trudnić się handlem, gdyż biegł tędy kupiecki szlak bursztynowy. Pierwsza pisemna wzmianka pochodzi z 1221 – opisano istniejący do dziś kościół katolicki św. Mikołaja, który postawiono w miejscu starszej, istniejącej świątyni (która istniała już w IX wieku). Nazwa dzielnicy wywodzi się od arcybiskupstwa w Ostrzyhomiu, którego Biskupice były własnością od powstania tej struktury kościelnej aż do roku 1912. W 1634 roku osada liczyła 120 domów i 700 mieszkańców, a 200 lat później – 212 domów i 1218 mieszkańców. Spis powszechny przeprowadzony w 1910 roku wykazał, że była to wioska niemal całkowicie „węgierska”, bowiem największy odsetek, tj. 95% tworzyły osoby narodowości węgierskiej. Z danych statystycznych z 1991 roku wynika, iż Węgrzy stanowili już tylko 15,63% ogółu mieszkańców dzielnicy, zaś w 2001 roku – 13,98%.
1 stycznia 1972 Podunajské Biskupice włączono w granice administracyjne Bratysławy. Obecnie w dzielnicy dominują głównie postsocjalistyczne zespoły mieszkaniowe, takie jak: Medzi jarkami i Dolné hony, ale w ostatnich latach zaczęła się również pojawiać nowocześniejsza zabudowa. Funkcjonuje tutaj 16 szkół różnego stopnia, w tym 2 z wykładowym językiem węgierskim. 

## Atrakcje turystyczne
- gotycki kościół parafialny św. Mikołaja z XIII wieku, w którym zachowały się fragmenty oryginalnego wyposażenia oraz średniowiecznych fresków.
- ruiny letniego pałacu kardynała Józsefa Batthyányego z drugiej połowy XIX wieku.
- słup morowy św. Trójcy z 1735
- obszary chronionego krajobrazu (głównie lasy)
- Muzeum Handlu Bratysława[9] (Múzeum obchodu Bratislava)